# Loi relative aux nouvelles régulations économiques
La loi n° 2001-420 relative aux nouvelles régulations économiques est une loi française promulguée par le gouvernement Jospin le 15 mai 2001, qui concerne les entreprises cotées en Bourse. Les rapports annuels d’activité des entreprises doivent prendre en compte les conséquences sociales et environnementales de leur activité, y compris les émissions dans l’air de gaz à effet de serre[réf. nécessaire].

## Contenu
La loi comporte plusieurs parties thématiques :
- Première partie : régulation financière ;
- Deuxième partie : régulation de la concurrence ;
- Troisième partie : régulation de l'entreprise.

## Article 116 sur la prise en compte des conséquences sociales et environnementales de l'activité des entreprises
L'art. 116 concerne la façon dont les entreprises prennent en compte les conséquences sociales et environnementales de leur activité :
« Il (l'article L. 225-102-1 du code du commerce) comprend également des informations, dont la liste est fixée par décret en Conseil d'État, sur la manière dont la société prend en compte les conséquences sociales et environnementales de son activité. Le présent alinéa ne s'applique pas aux sociétés dont les titres ne sont pas admis aux négociations sur un marché réglementé. »
Le Conseil constitutionnel n'a pas été saisi au moment de l'élaboration de la loi NRE. La loi n'a fait l'objet d'aucun recours de la part des parlementaires.
L'article 116 de la loi NRE a conduit les entreprises à communiquer et à produire des rapports de développement durable, mais des études montrent que la loi NRE n'a pas conduit à une révision en profondeur du fonctionnement des entreprises.
Le rapport « Choisir une finance verte au service de l’Accord de Paris » crédite en partie cette loi de l'avance considérable prise par la France en termes de publication d'informations extra-financières par les entreprises au niveau international.

### Mise en œuvre de l'article
En 2001, les exigences de responsabilité sociétale des entreprises (RSE) ne se sont traduites que par cet article de loi concernant les entreprises cotées, les autres ne répondant qu'à des logiques de volontariat ou à de simples recommandations.
Ainsi, l'article 116 de la loi NRE votée en 2001 demande que les entreprises cotées en bourse indiquent dans leur rapport annuel une série d'informations relatives aux conséquences sociales et environnementales de leurs activités.
Le rapport exigé du législateur « indique l'importance de la sous-traitance, et la manière dont la société promeut auprès de ses sous-traitants et s'assure du respect par ses filiales des dispositions des conventions de l'Organisation Internationale du Travail. Il indique en outre la manière dont les filiales étrangères de l'entreprise prennent en compte l'impact de leurs activités sur le développement régional et les populations locales. »
Certaines entreprises soumises à ces obligations les ignorent ou les appliquent partiellement. Ainsi, une enquête faite en 2008 par TNS Sofres auprès de 430 dirigeants de multinationales françaises sur leurs actions en matière de Responsabilité Sociale de l'Entreprise (RSE) et la protection de la santé des collaborateurs à l’international a montré que les fonctions de direction générale et les fonctions RSE, pour la plupart, ne faisaient pas le lien entre les deux problématiques.

### Méthodes et limites de l'obligation
Chaque société cotée dispose d'une entière liberté méthodologique pour remplir son obligation. Cette liberté tient à la spécificité de chaque entreprise dans la description de ses activités et ses impacts en termes qualitatifs qui déterminent la grille quantitative.
L'entreprise doit ainsi fournir des informations concrètes et si possible quantifiées sur :
- le pilier environnemental (compatibilité environnementale, réalisation d'objectifs quantitatifs, etc.)
- le pilier social (accidents, lutte contre les discriminations par exemple, engagements en matière de formation, etc.)

Pour renforcer l'objectivité des rapports, des sociétés d'audit et de notation sociale se sont créées pour vérifier la véracité de ces données et des méthodes pour les établir. Les commissaires aux comptes sont également signataires de rapport d'examen sur les indicateurs sociaux et environnementaux outre les indicateurs comptables et financiers permettant d'apprécier la qualité de l'information rapportée.
La loi ne précise pas les conditions de responsabilité juridique des dirigeants en cas de manquement à cette obligation de communication, compte tenu de la difficulté qu'aurait un juge à apprécier le caractère exhaustif d'une telle information ; on compte sur les exigences des actionnaires et d'une manière plus générale des marchés financiers via l'approche de l'ISR, l'information financière se tournant de plus en plus sur des éléments qualitatifs.
Dans l'absolu, il est permis de douter de l'efficacité pratique d'une sanction d'une telle obligation légale, dans la mesure où le capital immatériel des entreprises n'a pas fait l'objet d'une structuration préalable identique. La loi demande de communiquer des informations à caractère qualitatif et extrêmement hétérogènes dans leur définition au-delà des frontières nationales. Les nouvelles normes comptables IAS/IFRS peuvent également produire des effets de distorsion dans l'appréhension de cette information. Cependant, l'information produite par ces rapports ont la vertu par l'effet de transparence et d'antériorité créés d'une plus grande information des parties prenantes et en premier lieu des actionnaires pour qui l'investissement socialement responsable est un critère clef.
La limite principale consiste dans le fait que l'auditeur est payé par son client, l'audité, par conséquent, il n'a pas intérêt à le perdre en lui attribuant une note basse ou en lui refusant la certification. Il s'agit donc d'une privatisation de la régulation.

### Retour d'expérience depuis 2005
Les premiers retours d'expérience de 2005 indiquent que malgré des formats différents et des hésitations sur le contenu informationnel des rapports environnementaux et sociaux, les sociétés françaises du CAC 40 (grandes entreprises) ont dans 90 % des cas appliqué la loi. Pour s'assurer de la fiabilité de ces rapports, plus de 53 % d'entre elles les font vérifier par un cabinet d'audit. Au-delà de la contrainte légale, l'affichage d'objectifs stratégiquement validés peut être une source de productivité économique, d'efficacité sociale et d'éco-compatibilité environnementale.
En 2006, selon Jean-Denis Errard, directeur de projet de Capitalcom, une régression semble se dessiner pour cette cible qui ne constitue qu'une part des sociétés cotées sur le respect effectif de cette obligation. « […] Il s'agit là d'une obligation légale inscrite dans le code de commerce (article L. 225-102-1). Force est de dire que cette obligation est encore loin d'être respectée. […] Alors que les groupes du CAC 40 sont ordinairement à la pointe de la qualité de l'information financière, onze d'entre eux ne satisfont pas aux obligations légales du code de commerce ». Ainsi, seulement 83 % des sociétés cotées auraient en 2006 appliqué la loi.
Un dernier bilan sectoriel dans le secteur des médias français de mars 2008 confirme les réticences de certaines sociétés cotées (CAC 40 mais surtout SBF 120) à prendre en compte sérieusement cette obligation légale par une information étayée.

2009 est peut-être une année de basculement pour le CAC 40. Pour Caroline de La Marnierre, présidente de Capitalcom avec une nouvelle étude parue en décembre : 

« La forte montée en puissance de la prise en considération des enjeux extra-financiers aux plus hauts niveaux hiérarchiques des entreprises, depuis 2 ans, démontre que l’on s’achemine à grands pas vers la convergence des stratégies financières et extra-financières. Le reporting ne se restreint donc plus aux seuls résultats financiers, car de plus en plus d’entreprises communiquent sur des objectifs sociaux et environnementaux chiffrés. 5 groupes se révèlent même exemplaires et précurseurs, notamment en indexant une part de la rémunération des managers sur des critères extra-financiers et en instaurant au sein du Conseil d'administration un comité chargé de la stratégie de développement durable : GDF SUEZ, Danone, Total, Lafarge et Suez Environnement. »

Le délégué interministériel au développement durable, les ministres chargés de l’environnement, du travail et des finances ont demandé à l’IGE, à l’IGAS et au CGM de faire un point sur la mise en œuvre de cette obligation, et sur l’intérêt d’en élargir le champ.
Le rapport (IGE/06/050) du 2 août 2007, constatait :
1. […] une évolution favorable, quoique lente, de la situation, la moitié environ de ces entreprises remplissant aujourd’hui peu ou prou leurs obligations. Cette lenteur tient moins à la difficulté et au coût de l’exercice qu’à la faible pression de la société civile.
2. Le cadre réglementaire n’est plus remis en cause aujourd’hui et le rapport ne critique pas ses souplesses. Il n’est donc pas proposé de le remettre en cause, mais d’en diffuser un mode d’emploi détaillé et de faire éventuellement appel aux commissaires aux comptes.
3. Les rapporteurs ne jugent pas non plus opportun d’en étendre le champ d’application tant que l’intégralité des assujettis ne le respecteront pas. Ils suggèrent par contre de demander à l'État et à ses établissements publics de montrer l’exemple en publiant des informations sociales et environnementales et d’inviter les collectivités locales à faire de même. Ils suggèrent aussi de renforcer la présence française dans les démarches européennes et internationales en la matière.